# Ismaël Ferroukhi

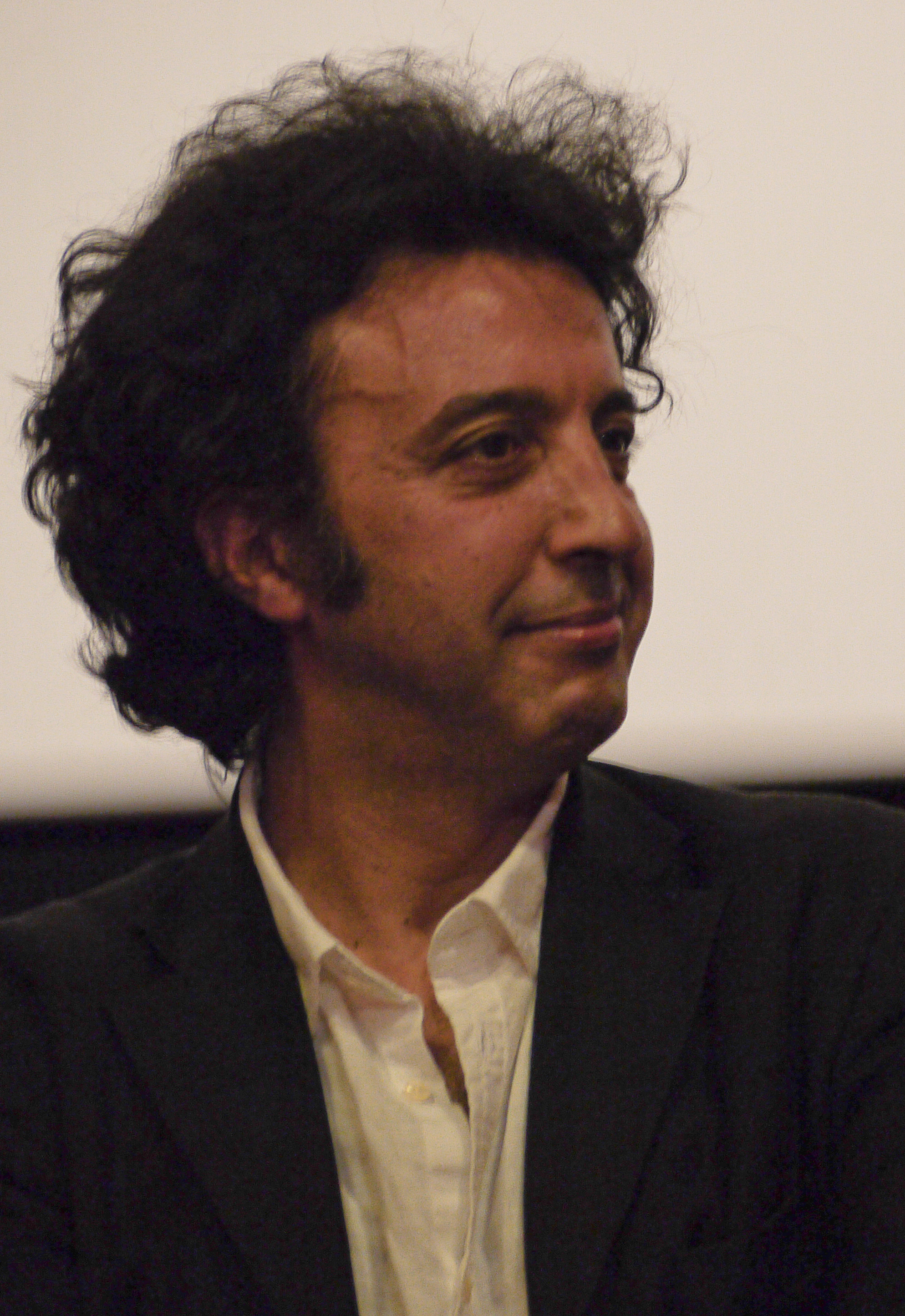
Ismaël Ferroukhi

Ismaël Ferroukhi (* 26. Juni 1962 in Kenitra, Marokko) ist ein französisch-marokkanischer Filmregisseur und Drehbuchautor.

## Leben und Werk
Ferroukhi wurde 1962 in Marokko geboren und wuchs in einer kleinen Stadt im Süden von Frankreich auf. Im Jahr 1993 drehte er den Kurzfilm L’exposé, mit dem er den Prix SACD und den Prix Kodak für den besten Kurzfilm in Cannes erhielt und auch Publikum und Jury am nationalen Filmfestival von Tanger (Marokko) überzeugen konnte. Ein zweiter Kurzfilm, L’inconnu, entstand 1996; zu den Darstellern gehörte dabei Catherine Deneuve. Ismaël Ferroukhi hat außerdem als Drehbuch-Coautor für drei Filme von Cédric Kahn gearbeitet: Trop de bonheur (1994), Culpabilité zéro (1996) und L’Avion – Das Zauberflugzeug (2005). Nebenbei war er auch als Fernsehproduzent tätig.

## Filmografie (Auswahl)
Als Regisseur
- 1993: L’exposé (Kurzfilm)
- 1996: L’inconnu (TV-Kurzfilm)
- 1997: Un été aux hirondelles (TV)
- 1999: Gangster und Sohn (Petit Ben) (TV)
- 2004: Die große Reise (Le grand voyage)
- 2007: Enfances – La paire de chaussures (Kurzfilm)
- 2010: Die freien Menschen (Les hommes libres)

Als Drehbuchautor
- 1994: Glück (Trop de bonheur) – Regie: Cédric Kahn
- 1996: Culpabilité zéro (TV) – Regie: Cédric Kahn
- 1999: Gangster und Sohn (Petit Ben) (TV)
- 2004: Die große Reise (Le grand voyage)
- 2005: L’Avion – Das Zauberflugzeug (L’avion) – Regie: Cédric Kahn
- 2010: Die freien Menschen (Les hommes libres)

## Auszeichnungen
- Prix spécial du jury, Festival du Court-Métrage de Clermont-Ferrand 1993 für L'exposé
- Prix SACD du meilleur court-métrage, Internationale Filmfestspiele von Cannes 1993 für L'exposé
- Prix Kodak für L’exposé
- In der offiziellen Auswahl bei den Internationalen Filmfestspielen Cannes 2011 mit Les hommes libres für L'exposé
- Internationale Filmfestspiele von Venedig 2004: Preis für den besten Debütfilm (Leone del futuro) für Die große Reise
- Festival International du Film Francophone in Namur 2004: Prix Spécial du Jury für Die große Reise
- Internationales Filmfest von Dubai 2004: Eröffnungsfilm[1] für Die große Reise
- Internationales Filmfestival Freiburg 2005: Eröffnungsfilm (Informationen zum Film) für Die große Reise
- Internationales Filmfestival von Mar del Plata 2005:  „Astor de Oro“, das ist die Auszeichnung als bester Film für Die große Reise

## Notizen
1. ↑  Curtain rises on Dubai’s first film festival. In: Dubai International Film Festival online. 6. Dezember 2004, archiviert vom Original (nicht mehr online verfügbar) am 20. Oktober 2007; abgerufen am 16. Februar 2008. (englisch)

| Personendaten    | Personendaten                            |
| ---------------- | ---------------------------------------- |
| NAME             | Ferroukhi, Ismaël                        |
| KURZBESCHREIBUNG | französisch-marokkanischer Filmregisseur |
| GEBURTSDATUM     | 26. Juni 1962                            |
| GEBURTSORT       | Kenitra, Marokko                         |